# Modrý banán

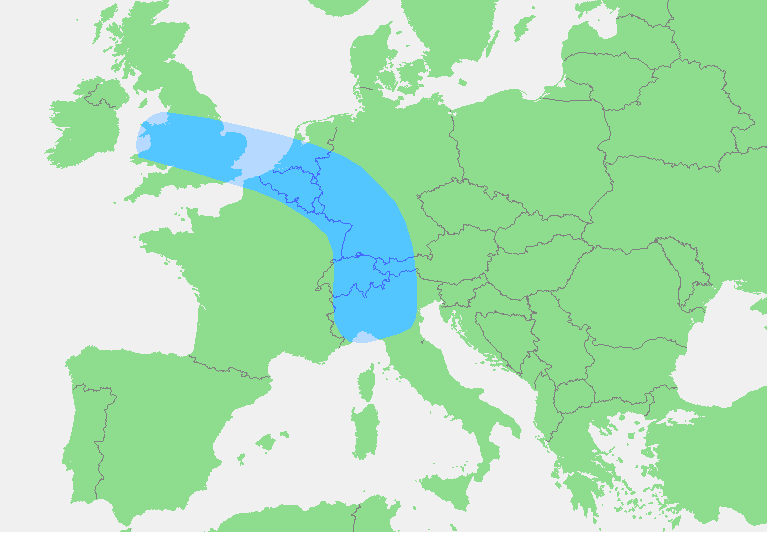
Modrý banán

Modrý banán (anglicky Blue Banana) je nesouvislý koridor urbanizace a hlavní evropský jádrový prostor v západní Evropě. Táhne se od severozápadní Anglie na severu, přes Benelux, sever Francie, západní a jihozápadní Německo, Švýcarsko až po severoitalský Milán na jihu. V zakřivení tohoto koridoru se nacházejí města jako Londýn, Brusel, Amsterdam, Kolín nad Rýnem, Frankfurt nad Mohanem, Curych a Milán a tvoří jednu ze světově největších koncentrací obyvatelstva, finančních prostředků a průmyslu. Toto označení vymyslela v roce 1989 skupina francouzských geografů RECLUS, vedená Rogerem Brunetem. Na území tvořící modrý banán žije na 110 milionů lidí, tj. zhruba 15 % evropského obyvatelstva.
Důvodem, proč byla tato oblast označena jako modrý banán, souvisí s zakřivením koridoru, který připomíná stejnojmennou tropickou plodinu. Samotná barva je potom referencí na barvu vlajky Evropské unie, či skutečnost, že zaměstnanci v místních továrnách nosí stejnokroje převážně modré barvy.